# یورو فوتبال

آرم Eurofootball

یورو فوتبال (بلغاری: Еврофутбол، Evrofutbol) اولین بنگاه شرط‌بندی خصوصی بلغارستان و همچنین بزرگترین کشور است. این کار از ۶ اکتبر ۱۹۹۰ شروع به کار کرد و در سال ۱۹۹۳ رسماً به ثبت رسید و در ۲۰ اکتبر همان سال مجوز رسمی دریافت کرد. اولین قرعه کشی سراسر کشور در ۲۱ اوت ۱۹۹۳ انجام شد. Eurofootball استراتژی خاص خود را برای حمایت از جامعه، یعنی یک برنامه اجتماعی و حمایت مالی تهیه کرده‌است. این شرکت به مدت ۱۶ سال فعالیت خود به عنوان رهبر این حوزه در بازار محلی تبدیل شده‌است.